# Alte Schmiede (Kötzschenbroda)
Die Alte Schmiede steht am Anger Altkötzschenbroda 54 im Stadtteil Kötzschenbroda der sächsischen Stadt Radebeul.

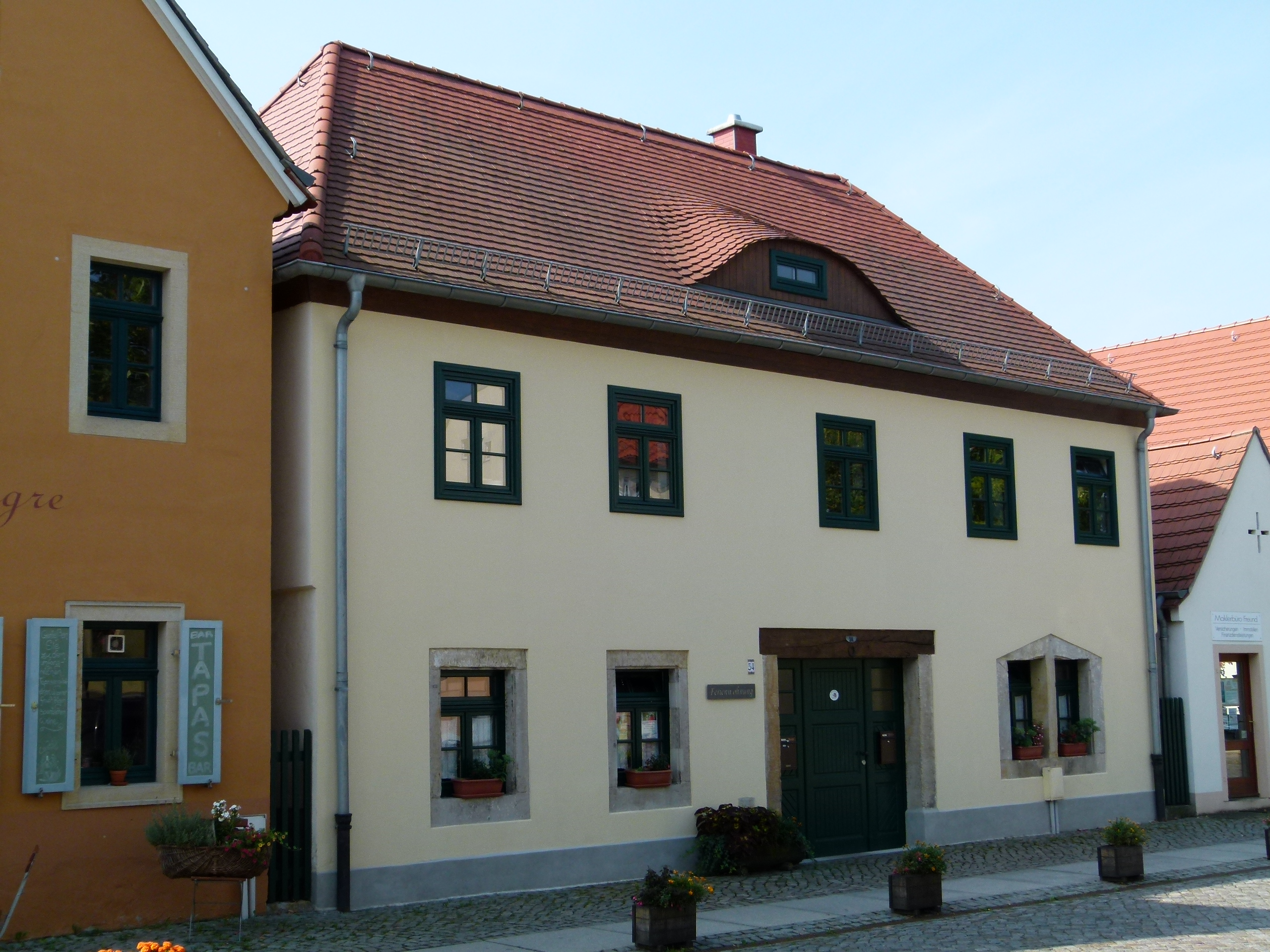
Alte Schmiede

## Beschreibung
Das unter Denkmalschutz stehende, heutige Wohnhaus ist ein zweigeschossiger Bau, dessen Haupthaus im Gegensatz zu fast allen giebelständigen Nachbarshäusern mit seiner Längsseite direkt am Fußweg des Dorfangers steht.
In dem schlicht verputzten Gebäude mit fünf Fensterachsen befindet sich etwa mittig die ehemalige Tordurchfahrt, die heute zur Eingangstür umgebaut ist. Diese wird seitlich von Sandsteingewänden eingefasst, während sich oben ein kräftiger Holzbalken als Torsturz befindet. Die Erdgeschossfenster werden ebenfalls durch Sandsteingewände eingefasst. Oben auf dem Gebäude befindet sich ein ziegelgedecktes Walmdach mit einer Fledermausgaube.

## Geschichte
Für die in der Mitte des 18. Jahrhunderts errichtete Schmiede erging im Juni 1898 ein Bauantrag des Eigentümers, Schmiedemeister Hermann Wagenzink, sein baufälliges Nebengebäude abbrechen und durch den Neubau eines zweigeschossigen Nebengebäudes für Schmiede und Wohnen im Obergeschoss ersetzen zu dürfen. Dieser Seitenflügel mit Flachdach sollte sich auf der rechten Rückseite als Erweiterung an das Vorderhaus anschließen, wo sich rechts von der Durchfahrt bereits die Schmiede befand, während sich links der Durchfahrt Wohnräume befanden. Entwurf und Bauausführung lag in den Händen von F. A. Bernhard Große. Die Genehmigung zur Ingebrauchnahme des Anbaus erfolgte im Februar 1899.